# Valea Gârboului, Cluj
Valea Gârboului (în maghiară Gorbóvölgye) este un sat în comuna Cuzdrioara din județul Cluj, Transilvania, România.